# Grödersby
Grödersby (in danese Grødersby) è un comune di 250 abitanti dello Schleswig-Holstein, in Germania.
Appartiene al circondario (Kreis) di Schleswig-Flensburgo (targa SL) ed è parte della comunità amministrativa (Amt) di Kappeln-Land.